# Hans Detlef von Hammerstein
Hans Detlef Freiherr von Hammerstein (* 18. März 1768 zu Kastorf, Herzogtum Sachsen-Lauenburg; † 29. Juli 1826 im Rhein bei Rüdesheim) war oldenburgischer Regierungspräsident des Fürstentums Lübeck, hannoverscher Gesandter und Offizier.

## Leben

### Frühe Jahre und Tätigkeit in Eutin
Hans Detlef von Hammerstein entstammte dem ursprünglich bergischen, seit der zweiten Hälfte des 17. Jahrhunderts in Niedersachsen ansässigen, Uradelsgeschlecht Hammerstein und gehörte dessen jüngerer Loxtener Linie an. Sein Vater war der Gutsbesitzer Hans Christian von Hammerstein (* 15. Mai 1741; † 14. Mai 1771), seine Mutter dessen Ehefrau Caroline Agnes Luise geb. von Schräder (* 19. April 1744; † 28. Dezember 1801).

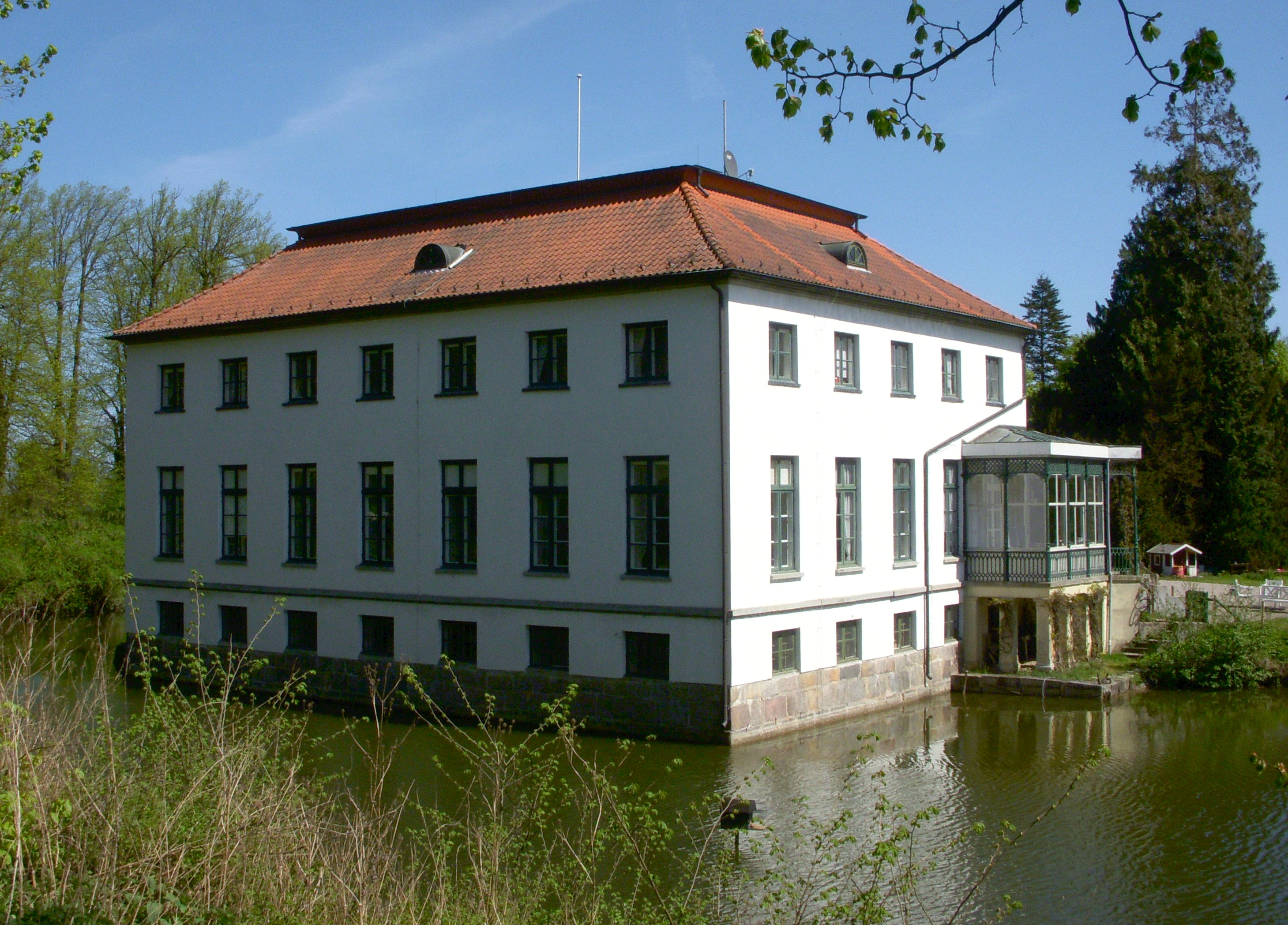
Gut Petersdorf in Ostholstein, 1804 von Hammerstein erworben, der das Herrenhaus klassizistisch umgestalten ließ.

Er besuchte die Ritterakademie in Lüneburg, ab 1784 das Pädagogium in Ilfeld und immatrikulierte sich am 10. Mai 1786 zum Studium der Rechtswissenschaften an der Universität Göttingen. Anschließend trat er in den hannoverschen Justizdienst, wo er zunächst Hofgerichts-Assessor in Stade wurde. 1799 wurde er auf Vorschlag der hannoverschen Regierung zum Assessor am Reichskammergericht in Wetzlar ernannt, wo er jedoch nur zwei Jahre blieb. Da er danach in Hannover nicht sofort eine passende Anstellung fand, trat er 1801 kurzentschlossen und mit Hilfe der verwandtschaftlichen Beziehungen seiner Frau in dänischen Dienste und wurde Vizekanzler der Glückstädter Kanzlei sowie dänischer Kammerherr. Ab 1802 wurde er kurzzeitig Domherr im Hochstift Lübeck und trat damit bereits in oldenburgische Dienste, da der Fürstbischof von Lübeck Friedrich August im Vertrag von Zarskoje Selo 1773 die zum Heiligen Römischen Reich gehörenden Grafschaften Oldenburg und Delmenhorst übertragen bekommen hatte. Die Landesteile wurden von Kaiser Joseph II. zum Herzogtum Oldenburg erhoben. Das Hochstift wurde im Reichsdeputationshauptschluss 1803 in ein erbliches weltliches Fürstentum umgewandelt, was eine zivile Verwaltung nötig machte. Hammerstein wurde entsprechend am 26. Mai 1804 zum Regierungspräsidenten dieses Fürstentums ernannt. Hammerstein bewährte sich in diesem Amt und konnte die Mängel der zuvor kirchlichen Verwaltung durch seinen energischen Zugriff schnell beseitigen. Herzog Peter Friedrich Ludwig, dem eine Vorliebe für adlige Beamte nachgesagt wurde, schätzte Hammerstein als „fähigen“ und „geschickten Mann“.

### In Oldenburg
Im Mai 1806 starb der dirigierende Minister Graf Holmer des Herzogtums Oldenburg und Hammerstein wurde folgerichtig zu seinem Nachfolger bestimmt. Allerdings trennte der Herzog bei dieser Gelegenheit die Verbindung zwischen dem höchsten Ministeramt und der Stelle des Oberlanddrosten von Oldenburg, da sich diese Doppelfunktion unter Holmer wegen des häufigen Wechsels des Hofes von Oldenburg nach Eutin nicht bewährt hatte. Auf Bitten Peter Friedrich Ludwigs blieb Hammerstein aber zusätzlich auch weiterhin Regierungspräsident des Fürstentums Lübeck. Als Minister konnte sich Hammerstein in den folgenden Jahren nicht sehr hervortun. Die Regierung behielt sich der Herzog von Oldenburg zumeist selbst vor. Daher bestand Hammersteins Hauptaufgabe in der – wenig erfolgreichen – Abwehr der französischen Übergriffe. Er führte die Verhandlungen über den Eintritt Oldenburgs in den Rheinbund und nahm neben dem Herzog im Oktober 1808 am Erfurter Fürstenkongress teil, wo die Unterzeichnung der Beitrittsurkunde erfolgte. Schon im Dezember 1810 wurde dann die Einverleibung Oldenburgs in das französische Kaiserreich verkündet und im Februar 1811 auch vollzogen. Hammersteins Einflussbereich beschränkte sich nun auf den nördlichen Teil des Fürstentums Lübeck, der von der französischen Okkupation ausgenommen blieb. Dies nahm er zum äußeren Anlass für sein im Februar 1811 eingereichtes Rücktrittsgesuch. Den eigentlichen Grund bildeten allerdings Hammersteins zerrütteten Vermögensverhältnisse, da er sein großes Vermögen im Laufe der Zeit durch seine nicht zu unterdrückende Spielsucht verloren hatte. Widerstrebend nahm der Herzog im Mai 1811 die Demission an.

### Befreiungskriege und Tätigkeit für Hannover
Er ging nach England, wo er durch Vermittlung von dem mit ihm weitläufig verwandten hannoverschen Minister Graf Ernst Friedrich Herbert zu Münster als Oberstleutnant 1813 den Kronprinzen von Schweden Graf Bernadotte nach Deutschland begleitete. Er sollte diesen zur energischen Kriegsführung im nördlichen Deutschland antreiben und die Interessen Hannovers in den eroberten Gebieten vertreten.
Nach dem Krieg trat er in hannoversche Dienste, zunächst als Geheimer Kriegsrat, später als Geheimer Rat. Von 1814 bis 1818 gehörte er als Deputierter der Stadt Buxtehude der Ständeversammlung an, in der er vor allem für die Aufhebung der überholten Steuerfreiheit des Adels eintrat und eine gleichmäßige Verteilung der Steuern auf die einzelnen Provinzen des zum Königreich erhobenen Landes forderte, um deren Zusammenwachsen zu erleichtern.
Als ausgesprochener Reformkonservativer war er bestrebt althergebrachte Privilegien zu beseitigen und durch behutsame Reformen die Staatsorganisation den neuen Anforderungen anzupassen und sie auf diese Weise zu festigen. Dadurch geriet er nicht selten in scharfe Auseinandersetzungen mit der reaktionären Adelsgruppe in der Ständeversammlung und geriet außerdem in Gegensatz zu den erzkonservativen Ministern in Hannover. Unter diesen Umständen bat er schließlich um die Versetzung auf eine Amtmannstelle in der Provinz, die ihm wegen geringerer Repräsentationsaufwände auch zum Ausgleich weiterer Spielverluste erstrebenswert erschien. Die Regierung in Hannover, die auf seine Fähigkeiten nicht verzichten wollte, ernannte ihn stattdessen aber 1822 zum Bundestagsgesandten in Frankfurt am Main, wo er sich mit gewohnter Energie und Tüchtigkeit für die hannoverschen Interessen einsetzte. Seine Spielsucht wurde ihm hier schließlich zum Verhängnis. Als er die zur Deckung seiner Schulden veruntreuten Matrikularbeiträge nicht ersetzen konnte, sah er nach dem Ehrenkodex der Zeit und seines Standes im Selbstmord den einzigen Ausweg. Am 30. Juli 1826 suchte und fand er in der Nähe von Rüdesheim den Tod im Rhein.